# Hap Emms Memorial Trophy
Hap Emms Memorial Trophy je hokejová trofej udělovaná nejlepšímu brankáři Memorial Cupu. Trofej je pojmenována po bývalém hokejistovi a trenérovi Hapu Emmsovi, který jako trenér vedl 4 týmy v Memorial Cupu v letech 1950 až 1960.

## Držitelé Hap Emms Memorial Trophy
| Rok  | Hráč                                       | Tým                                        |
| ---- | ------------------------------------------ | ------------------------------------------ |
| 2022 | Nikolas Hurtubise                          | Saint John Sea Dogs                        |
| 2021 | trofej neudělena kvůli pandemii koronaviru | trofej neudělena kvůli pandemii koronaviru |
| 2020 | trofej neudělena kvůli pandemii koronaviru | trofej neudělena kvůli pandemii koronaviru |
| 2019 | Alexis Gravel                              | Halifax Mooseheads                         |
| 2018 | Kaden Fulcher                              | Hamilton Bulldogs                          |
| 2017 | Michael DiPietro                           | Windsor Spitfires                          |
| 2016 | Tyler Parsons                              | London Knights                             |
| 2015 | Ken Appleby                                | Oshawa Generals                            |
| 2014 | Antoine Bibeau                             | Val-d’Or Foreurs                           |
| 2013 | Andrej Makarov                             | Saskatoon Blades                           |
| 2012 | Gabriel Girard                             | Shawinigan Cataractes                      |
| 2011 | Jordan Binnington                          | Owen Sound Attack                          |
| 2010 | Martin Jones                               | Calgary Hitmen                             |
| 2009 | Marco Cousineau                            | Drummondville Voltigeurs                   |
| 2008 | Dustin Tokarski                            | Spokane Chiefs                             |
| 2007 | Matt Keetley                               | Medicine Hat Tigers                        |
| 2006 | Cédrick Desjardins                         | Québec Remparts                            |
| 2005 | Adam Dennis                                | London Knights                             |
| 2004 | Kelly Guard                                | Kelowna Rockets                            |
| 2003 | Scott Dickie                               | Kitchener Rangers                          |
| 2002 | T. J. Aceti                                | Erie Otters                                |
| 2001 | Maxime Daigneault                          | Val-d'Or Foreurs                           |
| 2000 | Sébastien Caron                            | Rimouski Océanic                           |
| 1999 | Cory Campbell                              | Belleville Bulls                           |
| 1998 | Chris Madden                               | Guelph Storm                               |
| 1997 | Christian Bronsard                         | Hull Olympiques                            |
| 1996 | Frédéric Deschenes                         | Granby Prédateurs                          |
| 1995 | Jason Saal                                 | Detroit Junior Red Wings                   |
| 1994 | Éric Fichaud                               | Chicoutimi Saguenéens                      |
| 1993 | Kevin Hodson                               | Sault Ste. Marie Greyhounds                |
| 1992 | Corey Hirsch                               | Kamloops Blazers                           |
| 1991 | Félix Potvin                               | Chicoutimi Saguenéens                      |
| 1990 | Mike Torchia                               | Kitchener Rangers                          |
| 1989 | Mike Greenlay                              | Saskatoon Blades                           |
| 1988 | Mark Fitzpatrick                           | Medicine Hat Tigers                        |
| 1987 | Mark Fitzpatrick                           | Medicine Hat Tigers                        |
| 1986 | Steve Guenette                             | Guelph Platers                             |
| 1985 | Ward Komonosky                             | Prince Albert Raiders                      |
| 1984 | Darren Pang                                | Ottawa 67’s                                |
| 1983 | Mike Vernon                                | Portland Winter Hawks                      |
| 1982 | Michael Morrissette                        | Sherbrooke Castors                         |
| 1981 | Corrado Micalef                            | Cornwall Royals                            |
| 1980 | Rick LaFerriere                            | Peterborough Petes                         |
| 1979 | Bart Hunter                                | Brandon Wheat Kings                        |
| 1978 | Ken Ellacott                               | Peterborough Petes                         |
| 1977 | Pat Riggin                                 | Ottawa 67’s                                |
| 1976 | Maurice Barrett                            | Québec Remparts                            |
| 1975 | Gary Carr                                  | Toronto Marlboros                          |